# Oospila astigma
Oospila astigma là một loài bướm đêm trong họ Geometridae.